# Усрайна
Усрайна (хинди उसरैना) — деревня в блоке общинного развития Рохания округа Рай-Барели индийского штата Уттар-Прадеш. Расположена в 38 км от районного центра Рай-Барели. По состоянию на 2011 год в ней проживает 3380 человек в 600 домохозяйствах. В Усрайне есть одна начальная школа и нет медицинских учреждений, а также есть постоянный рынок и базар.
Перепись 1961 года зафиксировала, что Усрайна состоит из 11 деревень с общей численностью населения 1323 человека (643 мужчины и 680 женщин), в 407 домашних хозяйствах и 396 физических домах. Площадь села составляла 1310 акров.
По данным переписи 1981 года, в Усрайне проживает 1818 человек, она состоит из 403 домашних хозяйств и занимает площадь 533,79 га. Основными продуктами питания были указаны пшеница и рис.